# Cepheuptychia lysidice
Cepheuptychia lysidice är en fjärilsart som beskrevs av Pieter Cramer 1779. Cepheuptychia lysidice ingår i släktet Cepheuptychia och familjen praktfjärilar. Inga underarter finns listade i Catalogue of Life.